# Michel Cozaki
Michel Cozaki (ミカエル 小崎, également Kozaki ou Kasaki ; né vers 1551 Ise, Japon - mort le 5 février 1597, Tateyama, Nagasaki, Japon) est un chrétien laïc japonais, charpentier et archetier, catéchiste, infirmier, membre du Tiers-Ordre franciscain, mort pour sa foi. Son fils Thomas Cozaki mourut avec lui ainsi que 24 autres dont Pierre Baptiste Blásquez et Paul Miki. Il fait partie de ce qu'on a appelé les Vingt-six martyrs du Japon. Michel Kozaki est béatifié par le pape Urbain VIII le 14 septembre 1627 et canonisé par le pape Pie IX le 8 juin 1862. Sa fête est célébrée le 6 février.